# Scandia michaelsarsi
Scandia michaelsarsi är en nässeldjursart som först beskrevs av Eugène Leloup 1935.  Scandia michaelsarsi ingår i släktet Scandia och familjen Hebellidae. Inga underarter finns listade i Catalogue of Life.